# 핫 치킨
핫 치킨(영어: Hot chicken) 또는 내슈빌 핫 치킨(영어: Nashville Hot chicken)은 미국 테네시주 내슈빌의 튀긴 닭고기 요리이다. 주로 가슴살, 허벅지살, 날개살 등을 밀가루를 묻혀 튀긴 다음 카옌고추 양념으로 맛을 낸다.